# 姚配中
姚配中（1792年—1844年），字仲虞。清安徽施德人。
清朝廪生。深邃易學，得惠棟、張惠言易學精髓。二十餘歲時，拜師書法名家包世臣。姚配中的治易學特色在對“易元”的闡發，而另一個特點為“援用〈月令〉闡釋《周易》”。在乡里教書二十余年，“家贫而守坚，学优而遇蹇”，以廪生病逝於故里。著有《周易姚氏學》、《周易通論月令》、《易學闡元》、《书学拾遗》、《智果心成颂·注》等。